# 德烈娅·德马泰奥
德烈娅·德马泰奥（英語：Drea de Matteo，1972年1月19日—）是一名美国女演员。她曾經憑HBO電視劇《人在江湖》中飾演Adriana La Cerva而获得黃金時段艾美獎劇情類最佳女配角。